# Victor Vasarely
Vásárhelyi Győző, ([ˈvaːʃaːrhɛji ˈɟøːzøː] conocido como Victor Vasarely [viktɔʁ vazaʁəli] Pécs, 9 de abril de 1906 - París, 15 de marzo de 1997) fue un artista al que se ha considerado a menudo como el padre del op art.

## Vida
Vasarely nació en Pécs en 1906 y creció en Pöstyén y Budapest, donde en 1925 comenzó estudios de medicina en la Universidad de Budapest. En 1927 abandonó la medicina para aprender la pintura académica tradicional en la Academia privada Podolini Volkmann. En 1928/1929, se matriculó a continuación en el Műhely Sándor Bortnyik (literalmente, el "taller" de Sandor Bortnyk, en existencia hasta 1938) ampliamente reconocido como el centro de estudios de la Bauhaus en Budapest. Escaso de efectivos, el Műhely no podía ofrecer a todos los asistentes aquello que en la Bauhaus se ofrecía. En su lugar, centró sus enseñanzas en las artes gráficas aplicadas y el diseño fotográfico. 
En 1930 se casó con su compañera estudiante Claire Spinner (1908-1990). Juntos tuvieron dos hijos, André y Jean-Pierre. En Budapest, trabajó en una empresa de rodamientos de bolas en la contabilidad y el diseño de carteles publicitarios. Victor Vasarely se convirtió en un diseñador gráfico y artista de carteles durante la década de 1930, combinando patrones e imágenes orgánicas entre sí.
Vasarely dejó Hungría y se estableció en París en 1930 trabajando como artista gráfico. Aquí desarrolla en 1938 su primer trabajo mayor, Zebras (cebras), que se considera la primera obra del op art. Zebras está formada completamente por rayas blancas y negras curvilíneas que no están contenidas por líneas de contorno, y las rayas parecen fundirse y brotar del fondo circundante. Desarrolló un modelo propio del arte abstracto geométrico utilizando diverso materiales pero usando un número mínimo de formas y colores. Creando efectos de profundidad, perspectiva y movimiento; esto a través de los tamaños, colores y formas elegidas meticulosamente por el pintor. 
Y como consultor creativo en las agencias de publicidad Havas, Draeger y Devambez (1930-1935). Sus interacciones con otros artistas durante este tiempo eran limitadas. Jugó con la idea de la apertura de una institución según el modelo del Műhely Sándor Bortnyik y desarrollado un material de enseñanza para ella. Después de haber vivido en su mayoría en hoteles baratos, se estableció en 1942/1944 en Saint-Céré en el departamento de Lot. 
Después de la Segunda Guerra Mundial, abrió un taller en Arcueil, un suburbio a unos 10 kilómetros del centro de París (en el departamento de Val-de-Marne de la región de Île-de-France). En 1961 finalmente se estableció en Annet-sur-Marne (departamento Seine-et-Marne).
Durante las siguientes dos décadas, Vasarely desarrolló su propio patrón de arte abstracto geométrico, trabajando con diversos materiales, pero empleando un número mínimo de formas y colores.
Cristo y San Pedro se encuentran entre las raras obras religiosas del artista. Propiedades de la localidad de Charenton-le-Pont, estuvieron expuestas hasta diciembre de 2018 en la cripta de la catedral de Évry. Vasarely también diseñó las veinticinco vidrieras de la iglesia ecuménica de Saint-François d'Assise en Port-Grimaud en Var.
También trabajó para muchas empresas y transformó el logo de Renault en 1972 con su hijo.
De esta colaboración entre Renault y Vasarely nacerán una serie de obras instaladas a lo largo de las carreteras francesas. “La carretera logra la feliz combinación de paisajes naturales y artificiales”, afirmó Vasarely. El artista se beneficia del know-how tecnológico de los laboratorios de pintura de Renault, que recomiendan el uso de chapas esmaltadas para resistir las inclemencias del tiempo.
En 1972 también creó la fachada de los estudios parisinos RTL, en el número 22 de la rue Bayard, en el distrito 8, revestida con lamas metálicas. Esta obra, clasificada como Monumento Histórico, fue desmantelada durante el traslado de la radio el 23 de octubre de 2017. El Grupo RTL la donó a la Fundación Vasarely, con sede en Aix-en-Provence.
En los años 1970 creó la fachada del colegio Claude-Nicolas-Ledoux en Dole y luego se convirtió en un artista destacado de los años 1960 a 1970.

## Obras
Algunas de sus obras son:

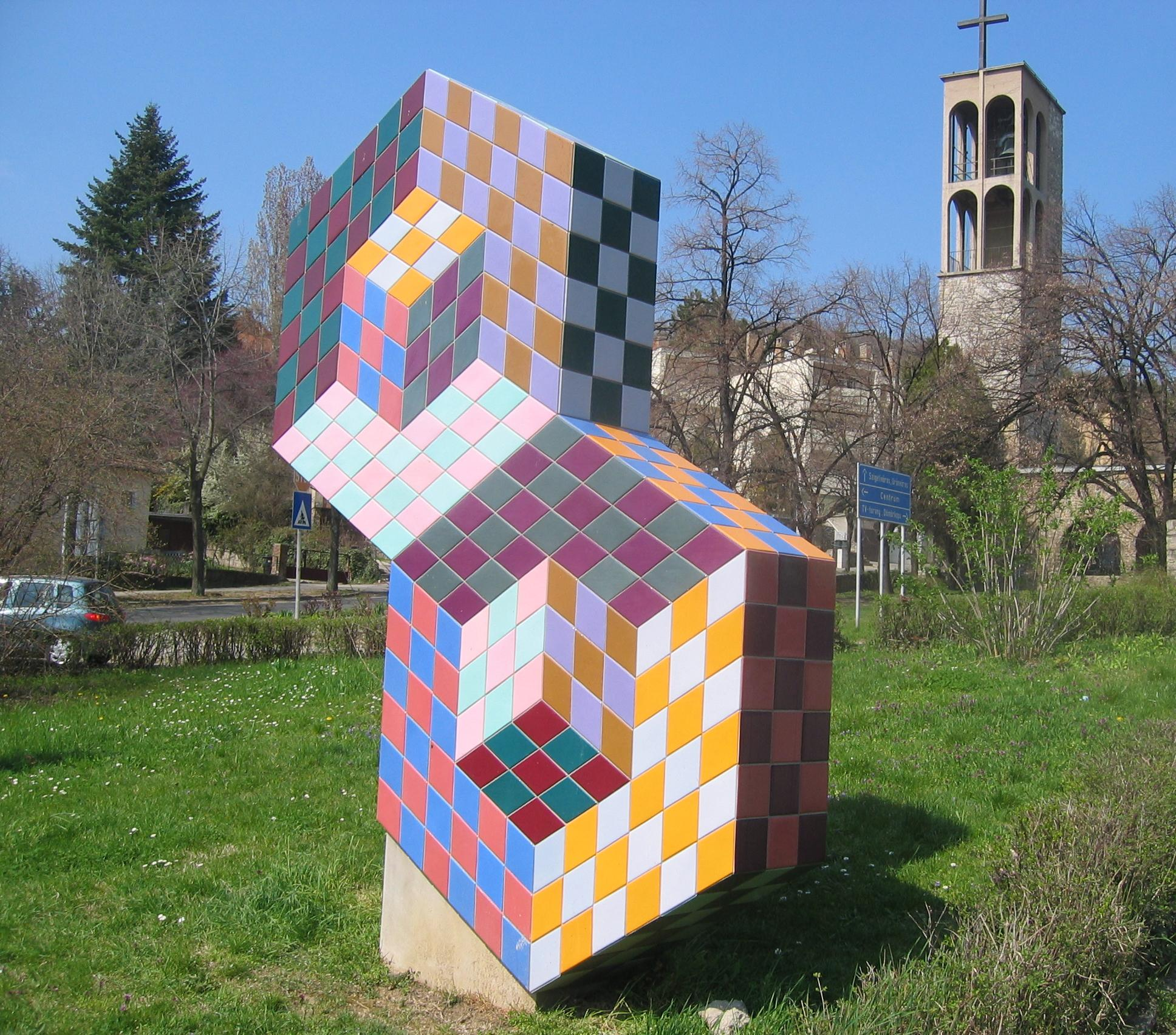
Obra de Vasarely al aire libre cerca de la iglesia de Pálos en Pécs.

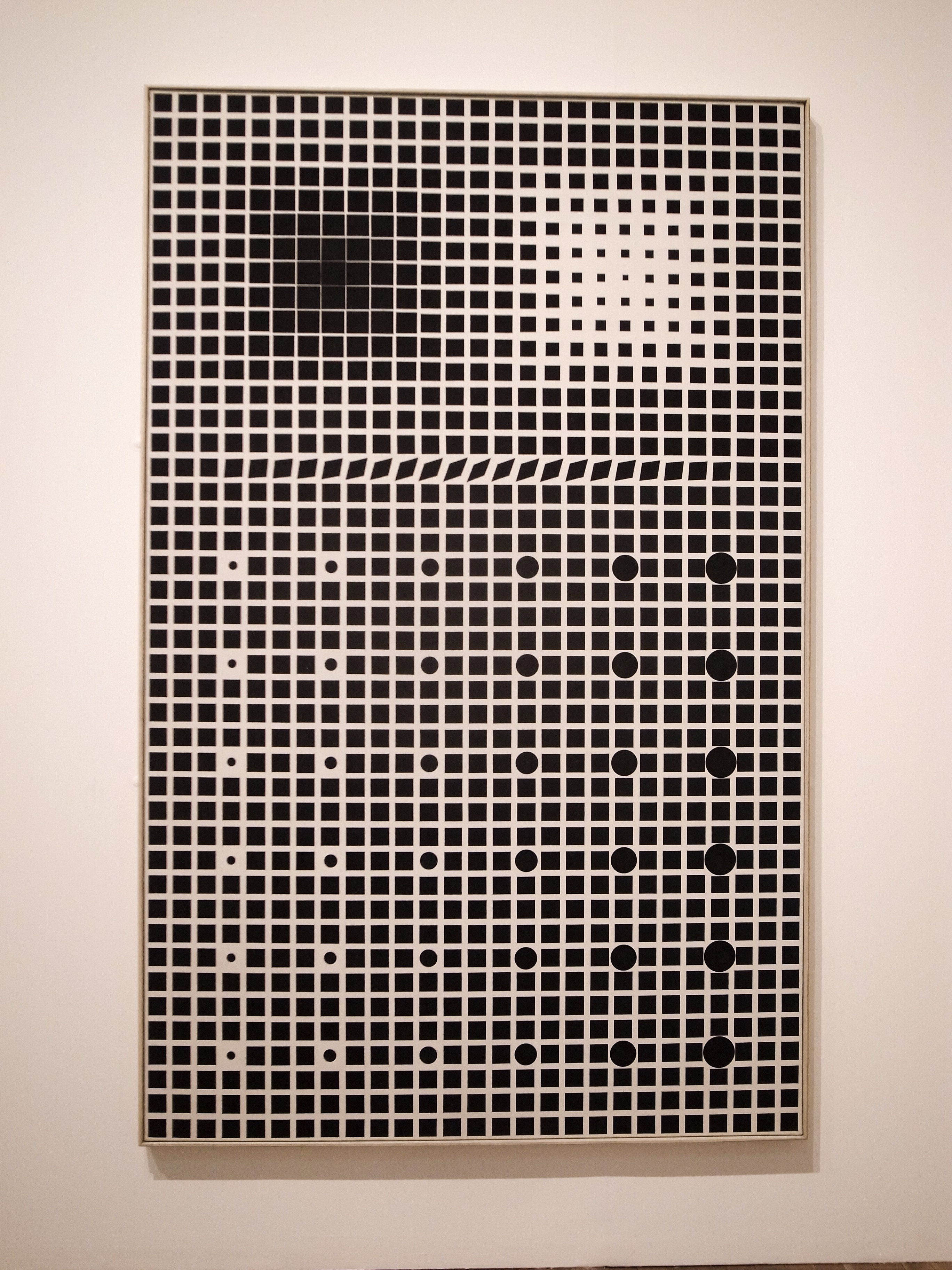
Supernovae (obra de 1959–61), en la Tate Modern, el Museo Nacional Británico de Arte Moderno, en Londres.

- 1929-1944: Los primeros gráficos: Vasarely experimentado con efectos de textura, la perspectiva, sombras y luces. Sus primeros resultados de este período gráfico se traduce en obras como Zebras (1937), Chess Board (Tablero de ajedrez) (1935), Girl-power  (el poder de la chica) (1934).

- 1944-1947: Les Fausses Routes - Por el camino equivocado: Durante este período, Vasarely experimentado con cubista, la pintura futurista, expresionista, simbolista y surrealista, sin desarrollar un estilo único. Después, él dijo que estaba en el camino equivocado. Expuso sus obras en la galería de Denise René (1946) y la Galería René Breteau (1947). En su texto en la introducción del catálogo, Jacques Prévert colocaba a  Vasarely entre los surrealistas. Prévert crea el término imaginoires (imágenes + noir, negro) para describir las pinturas. Autorretrato (1941) y el ciego (1946) están asociados con este período.

- 1947-1951: Desarrollo de la abstracción geométrica (arte óptico): Por último, Vasarely encontró su propio estilo. El desarrollo de la superposición llevan el nombre de su patrimonio geográfico. Denfert se refiere a las obras influenciadas por las paredes de azulejos blancos de la Estación Denfert-Rochereau del metro de París. Los guijrarros de forma elipsoide y conchas, encontrados durante unas vacaciones en 1947 en la costa bretona en Belle Ile, le inspiró a la Belles-Isles obras. Desde 1948, Vasarely, por lo general pasaba los meses de verano en Gordes, en Provenza-Alpes-Côte d'Azur. Allí, las casas cúbicas, lo llevó a la composición del grupo de obras etiquetadas Gordes / Cristal. Trabajó en el problema de los espacios vacíos y llenos en una superficie plana, así como la visión estereoscópica.

- 1951-1955: las imágenes cinéticas, fotografías en blanco y negro: Desde su Gordes obras que desarrolló sus imágenes cinemáticas, superpuesto paneles de cristal acrílico crear una dinámica, en movimiento impresiones en función del punto de vista. En el período blanco-negro, combinó los marcos en un solo panel mediante la transposición de fotografías en dos colores. Homenaje a Kazimir Malévich, un mural de cerámica de 100 m² adorna la Ciudad Universitaria de Caracas, Venezuela, la cual es codiseñado en 1954 con el arquitecto Carlos Raúl Villanueva, es una obra importante de este período. El arte cinético floreció y obras de Vasarely, Alexander Calder, Marcel Duchamp, Man Ray, Jesús Rafael Soto o Jean Tinguely, fueron exhibidas en la galería Denise René, bajo el título Le Mouvement (El Movimiento). Vasarely publicó su Manifiesto amarillo. Basándose en la investigación de los constructivistas y los pioneros de la Bauhaus, postuló que la cinética visual (cinétique plastique) se basaba en la percepción del espectador, al que se le considera el único creador, jugando con las ilusiones ópticas.

- 1955-1965: planétaire Folclore, permutaciones y el arte de serie: El 2 de marzo de 1959, Vasarely, patentó su método de unités plastiques (unidades plásticas). Las permutaciones de las formas geométricas se cortan de un cuadrado de color y se han reorganizado. Trabajó con una paleta estrictamente definida en cuanto a colores y formas (tres rojas, tres verdes, tres azules, dos violetas, dos amarillos, negro, blanco, gris, tres círculos, dos cuadrados, dos rombos, dos rectángulos largos, un triángulo, dos círculos de disección, seis puntos suspensivos) que más tarde ampliada y numeraba. Fuera de este alfabeto plástico, que comenzó el arte de serie, una permutación infinita de formas y colores, elaborados por sus asistentes. (El proceso creativo es producido mediante piezas normalizadas y los agentes son impersonales, lo que cuestiona la singularidad de una obra de arte). En 1963, Vasarely presentó su paleta al público bajo el nombre de planetaire Folclore.

- 1965 -: Hommage à l'Hexagone, Vega: El homenaje a la serie de hexágono está compuesto de transformaciones sin fin de muescas y el alivio de añadir las variaciones de color, la creación de un móvil perpetuo de ilusión óptica. En 1965, Vasarely se incluyó en la exhibición "The Responsive Eye" ("El ojo responsivo") en el Museum of Modern Art de Nueva York , creado bajo la dirección de William C. Seitz. Su serie Vega juega con las redes esférica hinchadas crear una ilusión óptica de volumen. En octubre de 1967, el diseñador Will Burtin invitó a Vasarely a hacer una presentación en la Conferencia Visión Burtin '67, celebrada en la Universidad de Nueva York.

El 5 de junio de 1970, Vasarely abrió su primer museo dedicado más de 500 obras en un palacio renacentista en Gordes (cerrado en 1996). Una de las principales fue el segundo Fundación Vasarely en Aix-en-Provence, un museo ubicado en una estructura separada, especialmente diseñado por Vasarely. Fue inaugurado en 1976 por el presidente francés Georges Pompidou. Lamentablemente el museo se encuentra en mal estado, algunas de las piezas expuestas han sido dañados por una fuga de agua desde el techo. Además, en 1976 su gran objeto cinemático Georges Pompidou fue instalado en el Centro Pompidou de París y el Museo Vasarely, ubicado en su lugar de nacimiento en Pécs, Hungría, se estableció con una donación importante de obras de Vasarely. En 1982,  fueron llevados al espacio por el astronauta Jean-Loup Chrétien, a bordo de la nave espacial soviética Salyut 7 154 serigrafías especialmente creadas, y más tarde fueron vendidas para beneficio de la UNESCO. En 1987, el segundo museo húngaro sobre Vasarely  se estableció en el Palacio Zichy en Budapest, con más de 400 obras.

## La Fundación Vasarely
Claire y Víctor Vasarely fundaron en 1971 la Fundación Vasarely, una institución sin ánimo de lucro, reconocida como de utilidad pública. Esta fundación ha recibido a lo largo de su vida numerosas donaciones.

## Galardones
- 1964: Premio Guggenheim
- 1970: Caballero de la Orden de la Legión de honor
- Art Critics Prize, Bruselas
- Medalla de oro en la Trienal de Milán

## Lista de obras destacadas

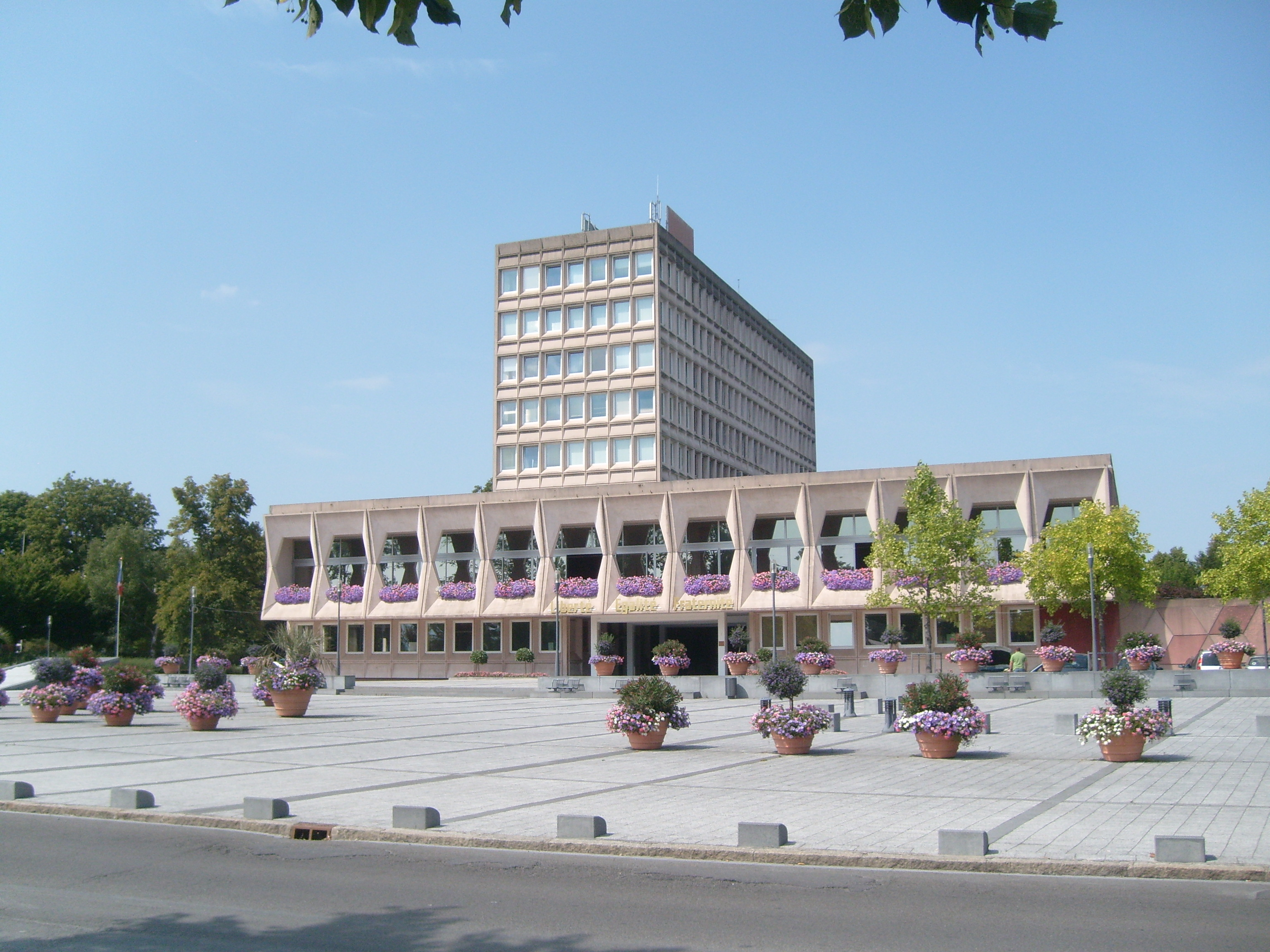
Ayuntamiento de Maubeuge diseñado por los arquitectos André Gaillard y Jacques Corbeau así como por el artista visual Victor Vasarely.

- Modernización del logotipo de Renault (1972).
- Hommage à Georges Pompidou (Homenaje a Georges Pompidou) conservado en el Museo Nacional de Arte Moderno de Francia.
- Fachada y logotipo de RTL (1972).
- Murales en el hall de recepción de la Estación de París-Montparnasse (1971).
- Piscina Hexa Grace (el Cielo, el Mar, la Tierra) - Auditorio Rainier-III de Mónaco (1979).
- Numerosas portadas de discos de música contemporánea (Xenakis, Stockhausen) para Deutsche Grammophon.
- Portadas de la colección Tel de las Éditions Gallimard, de libros de Heidegger, Michel Foucault y Claude Lévi-Strauss.
- Comedor del Deutsche Bundesbank en Frankfurt.
- Una retícula diseñada por el artista está instalada en la entrada de la residencia Val du Roi, en Ixelles, Bélgica.
- Hexágono 5. Fecha. 1988. Técnica y soporte. Serigrafía sobre lienzo (técnica de estampado que permite reproducir la obra en numerosos ejemplares).
- San Pedro y Cristo, dos grandes pinturas en acrílico. Propiedad de la ciudad de Charenton-le-Pont, se prestaron sucesivamente a la iglesia de Saint-Louis de Marsella y a la catedral de Évry.
- Fachada del ayuntamiento de Maubeuge (Norte) en Francia.[3]
- El Hommage à l'hexagone (homenaje a Francia) aparece en un sello postal francés emitido en 1977.

## Galería

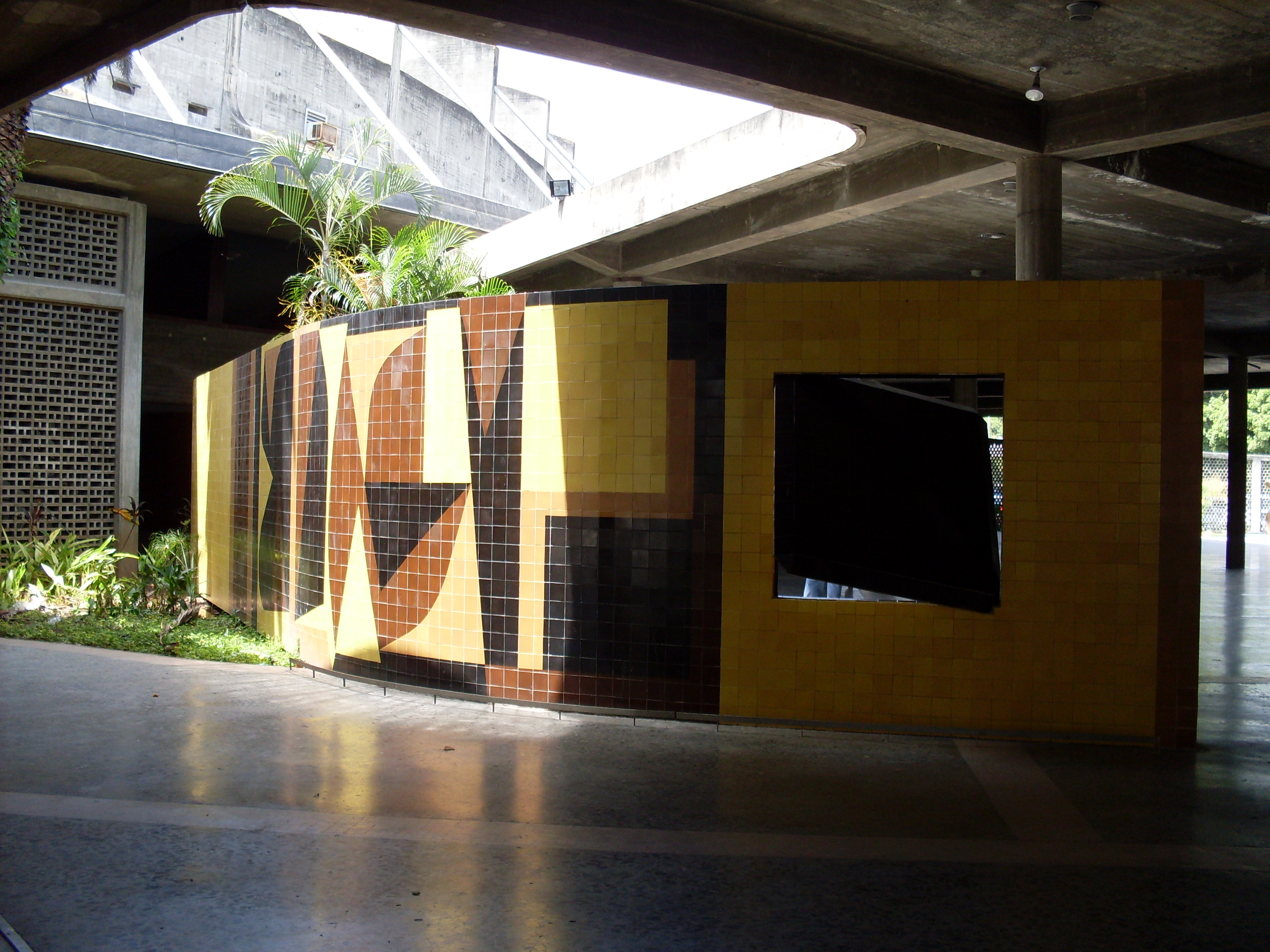
Bimural de Victor Vasarely. Título: Homenaje a Malevitch. Año: 1954. Universidad Central de Venezuela.
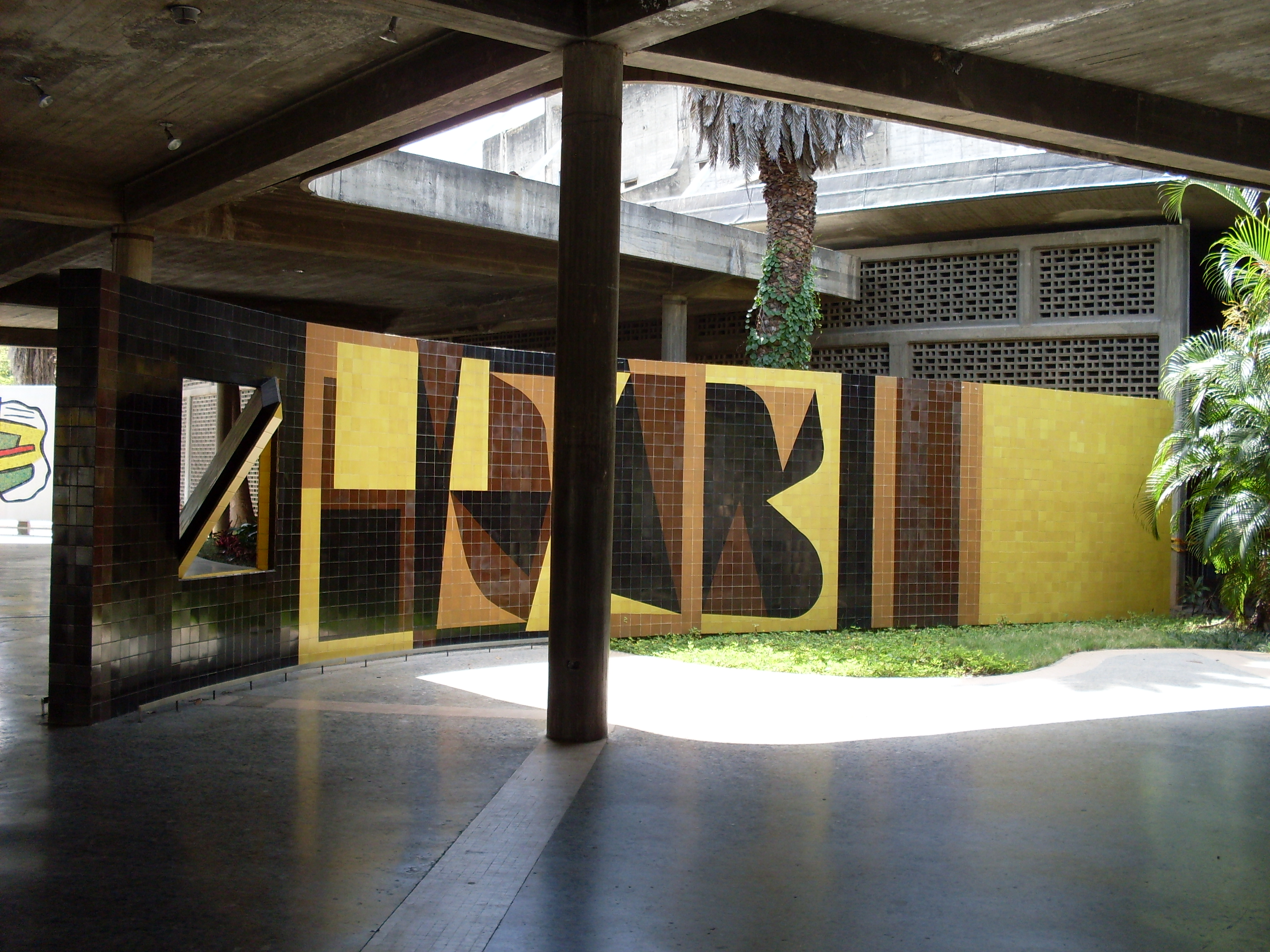
Bimural de Victor Vasarely. Título: Homenaje a Malevitch. Año: 1954. Universidad Central de Venezuela.
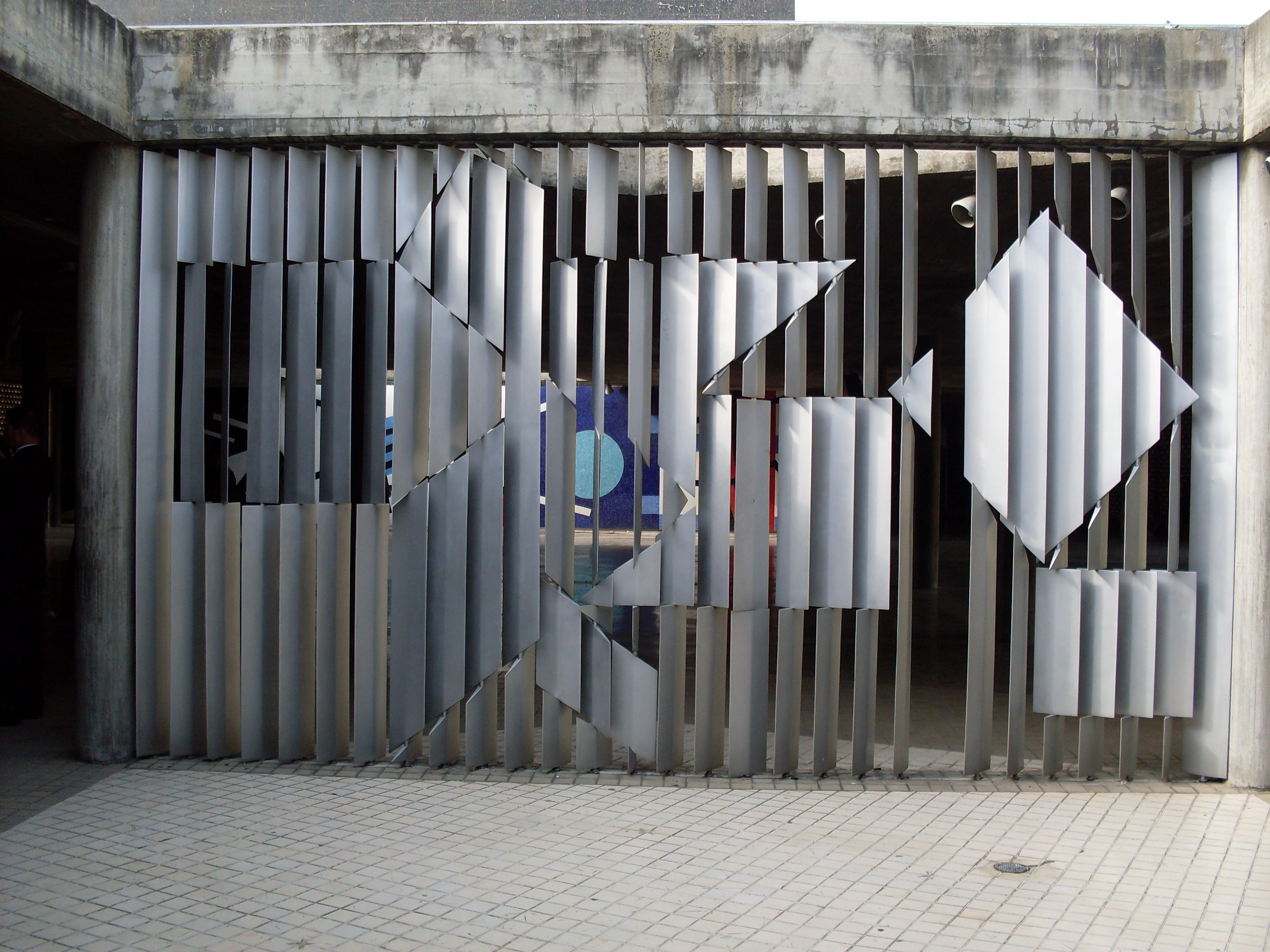
Escultura de Victor Vasarely. Título: Positivo-Negativo. Año: 1954. Ubicación: Hall externo de la Sala de Conciertos, frente al mural de Pascual Navarro.Universidad Central de Venezuela.
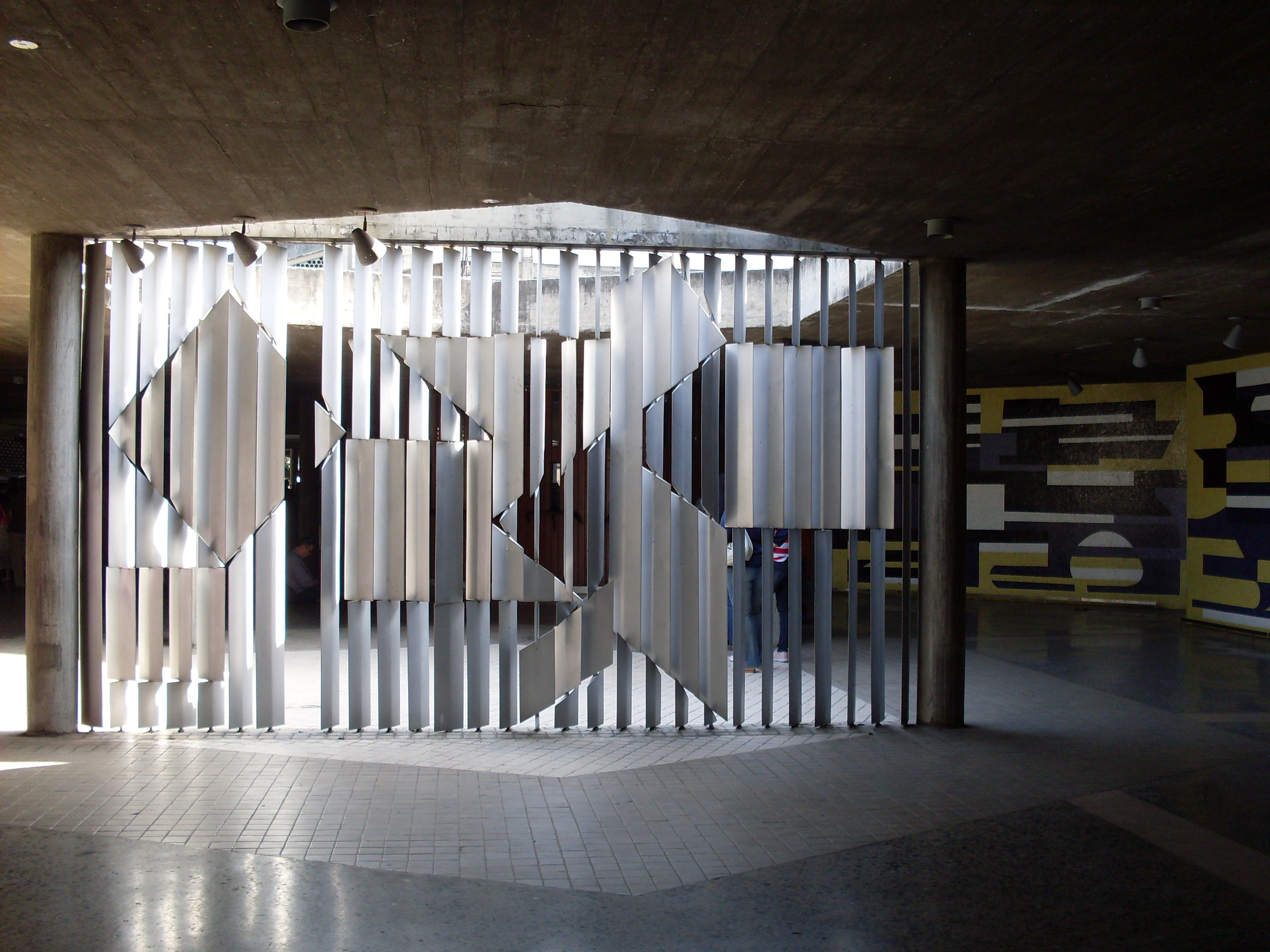
Escultura de Victor Vasarely. Título: Positivo-Negativo. Año: 1954. Ubicación: Hall externo de la Sala de Conciertos, frente al mural de Pascual Navarro.Universidad Central de Venezuela.
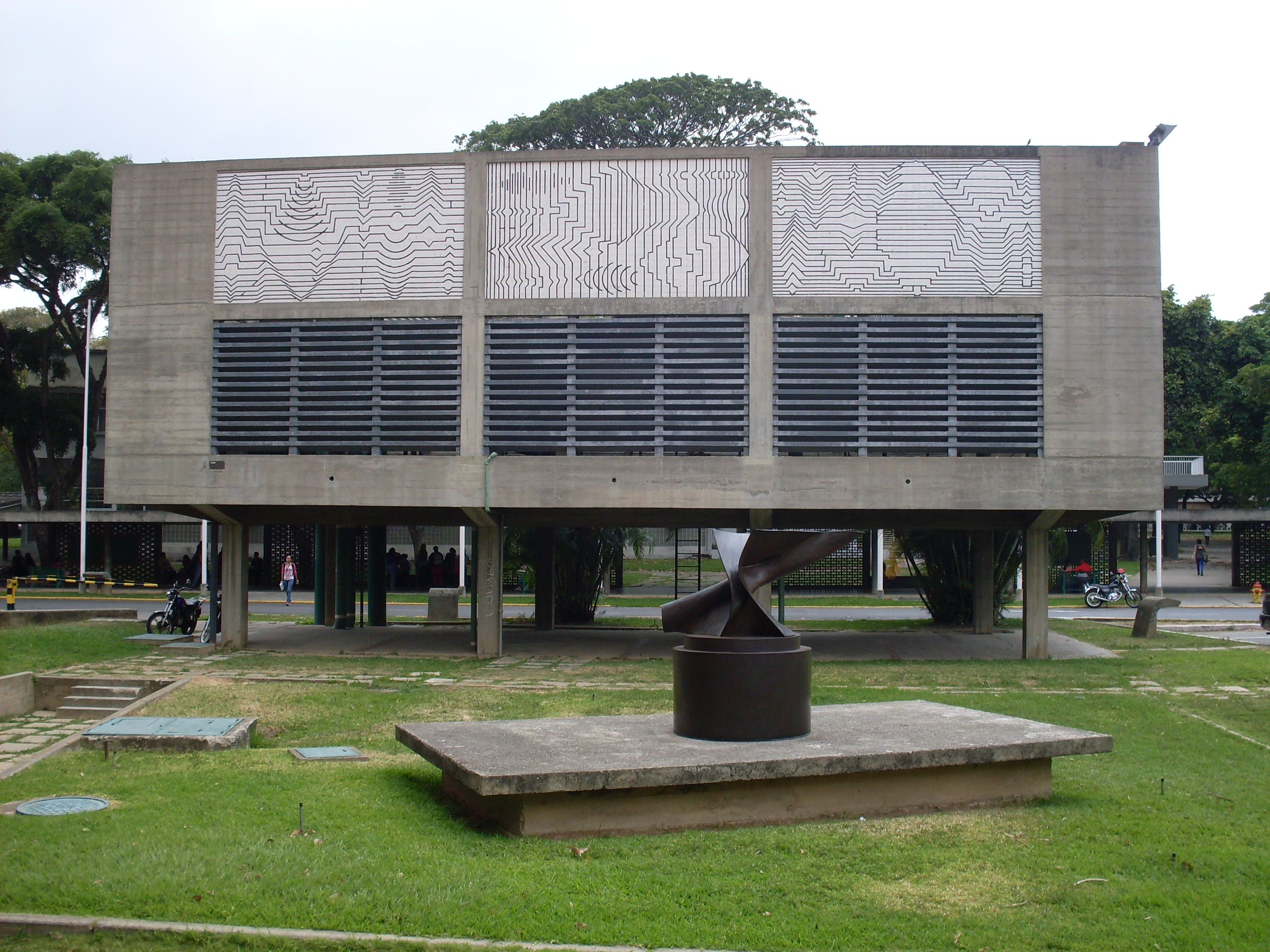
Mural de Víctor Vasarely. Título: Sophia. Año: 1954. Ubicación: Torre de enfriamiento del Aula Magna. En los jardines al suroeste del Corredor Cubierto, cerca de la Biblioteca Central. Universidad Central de Venezuela.

## Legado
En 2012 se organizó una exposición de Vasarely en el Musée en Herbe de París.
La portada original del segundo álbum de David Bowie, David Bowie (1969), en el Reino Unido, presenta una obra de Vasarely en el fondo.
En 2019, se exhibió una exposición temporal de la obra de Vasarely titulada Le Partage des Formes en el Centro Georges Pompidou de París.
Inaugurada en julio de 2024, se estableció una exposición permanente de la obra de Vasarely en la Colección Arkas en el Centro de Arte Arkas en Alaçatı (Turquía).

## Asuntos judiciales
En el momento de su muerte, una parte esencial de su obra se encontraba en el centro de un grave litigio jurídico y económico. La Fundación se declaró en quiebra el 31 de marzo de 1997 debido a un ajuste fiscal de 18 millones de francos. Los hijos de Vasarely han estado en conflicto con los directivos de la Fundación desde la muerte de su madre, Claire Spinner (1908-1990). Las disputas entre la familia Vasarely y sus directivos llevaron a la acusación por abuso de confianza, a finales de 1994, de Charles Debbasch, expresidente de la Fundación y decano de la Facultad de Derecho de Aix1.
Después de varias idas y vueltas, el caso volvió a la palestra en 2023 con la implicación del abogado de la familia.